# Стужина, Эмилия Павловна
Эмилия Павловна Стужина (12 мая 1931, Ярославль — 15 июля 1974) — советский историк-китаевед.

## Биография
Эмилия Павловна Стужина родилась 12 мая 1931 года в Ярославле. В 1954 году она с отличием окончила исторический факультет Московского университета. Научную работу Эмилия Павловна начала в Рыбинске, где работала директором Историко-художественного музея, преподавала историю и политическую экономию, была избрана секретарем городского комитета ВЛКСМ. Одновременно она училась в заочной аспирантуре.
В 1957 году Стужина начала работать в ИСАА при МГУ, сначала младшим научным сотрудником, затем преподавателем. В 1962 году она защитила кандидатскую диссертацию на тему «Ремесленное производство в Китае (2-я половина XVI — конец XVIII вв.)», а в 1968 году получила ученое звание доцента.
Эмилия Павловна училась у Л. В. Симоновской.
Умерла от болезни 15 июля 1974 года.

## Список работ
Книги
- Китайское ремесло в XVI—XVIII вв. / АН СССР. Ин-т востоковедения. ИВЯ при МГУ. — М.: Наука, 1970. 264 с. Рез. на франц. яз.
- Китайский город XI—XIII вв.: (Экон. и соц. жизнь) / МГУ. ИСАА. — М.: Наука, 1979. 408 с.

Статьи
- Канд. дис.: Ремеслененное производство в Китае: (2-я пол. XVI — конец XVIII в.). — М., 1961. 376, 29 л. (МГУ. ИВЯ) Автореф.: М., 1961. 20 с.
- Керамика Китая // Декоративное искусство. 1961, № 11. С. 41—45.
- О характере цехов, организации в Китае в XVII — первой половине XIX в. // Проблемы востоковедения. 1961. № 1. С. 35—53.
- Ткацкое производство в Китае со второй половине XVI по первую половину XVIII в. // О генезисе капитализма в странах Востока: (XV—XVIII вв.). — М., 1962. С. 76—97.
- Городское ремесленное производство и торговля в области Сучжоу: (Китай, вторая пол. XVI—XVIII в.) // Генезис капитализма в промышленности. — М., 1963. С. 353—388.
- Современная китайская историческая наука о проблемах социально-экономической истории Китая в позднем средневековье //
- Современная историография стран зарубежного Востока. Вып. 1. Китай. — М., 1963. С. 102—121.
- Economic Meaning of Some Terms in Chinese Feodal Handicraft // Archiv orientalni. 1967, № 35/2. P. 232—243.
- Некоторые вопросы экономики в своде законов тинь юань тяо-фа шилэй (1203 г.) // Историография и источниковедение истории стран Азии и Африки. — Л., 1968. С. 67—80.
- Экономическое содержание терминов найма и форма оплаты труда в городском ремесленном производстве феодального Китая: (XI—XVIII вв.) // Возникновение капитализма в промышленности и сельском хозяйстве стран Европы, Азии и Африки. — М., 1968. С. 408—437.
- Проблемы экономической и социальной структуры города и ремесленного производства Китая XI—XIII вв. в современной историографии // Историография стран Востока. — М., 1969. С. 343—376.
- Антиманьчжурское и антифеодальное нац. движения второй половины XIX в. в Юго-Западном Китае и современная китайская историография // Историческая наука в КНР. — М., 1971. С. 158—169.